# Lotte Wolf-Matthäus

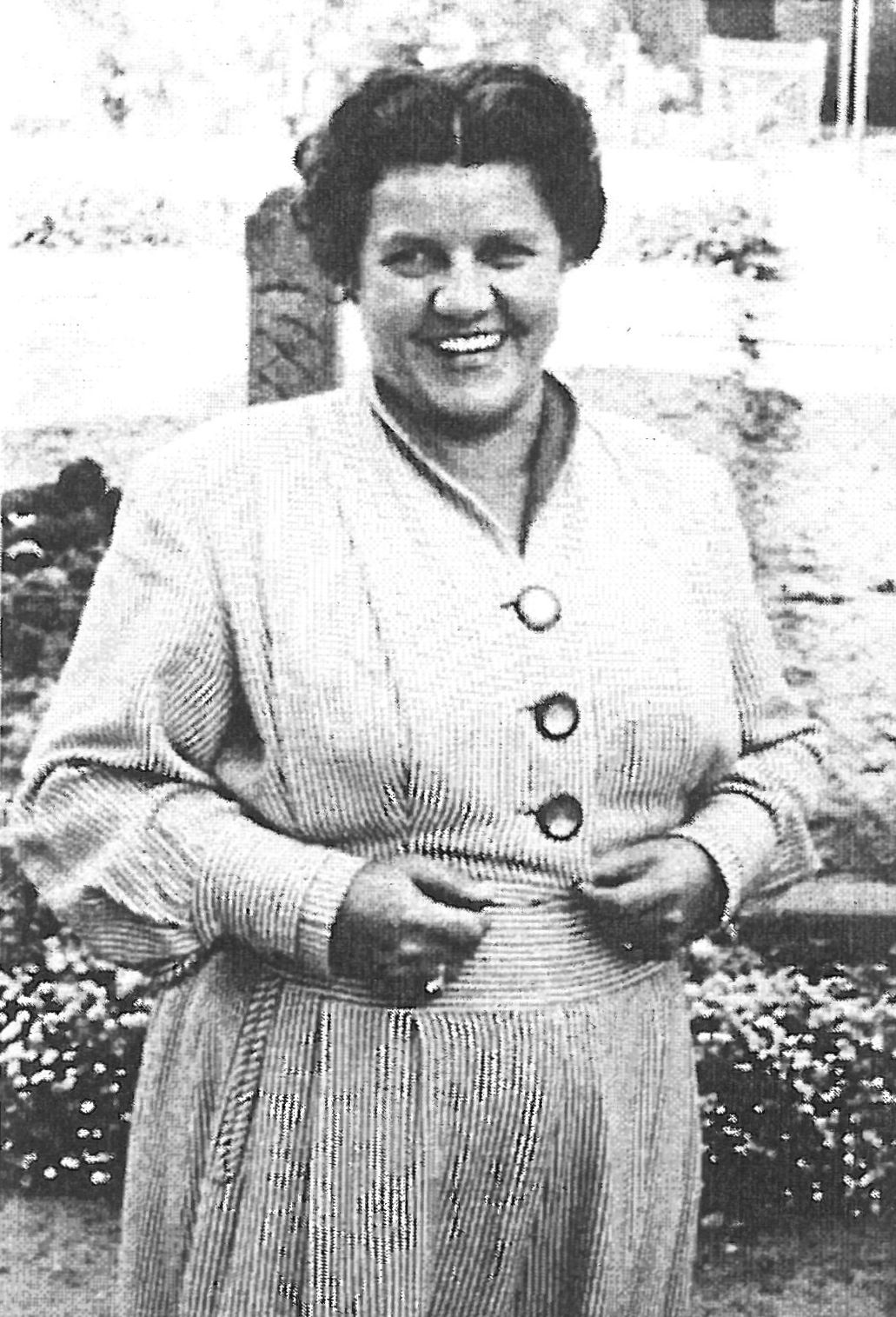
Lotte Wolf-Matthäus

Lotte Wolf-Matthäus (* 8. April 1908 in Brünlos; † 12. November 1979 in Ilten) war eine deutsche Sängerin (Alt).

## Leben
Lotte Wolf-Matthäus wurde als Tochter des Kantors und Lehrers Martin Matthäus in Brünlos geboren. 
Sie besuchte die Höhere Handelsschule.
1926 bis 1930 Gesangsstudium am Landeskonservatoriums Leipzig, bei Ilse Helling-Rosenthal, Ausbildung zur Altistin.
1929 heiratet sie den Lehrer, Martin Wolf aus Oschatz, in der Dorfkirche Altoschatz.
1929 bis 1951 wohnt und arbeitet sie in Oschatz.
1951 siedelt sie mit ihrem Sohn Peter nach Westdeutschland nach Ilten um.
Am 12. November 1979 verstarb sie in Ilten.

## Wirken
1929, im Alter von 21 Jahren, erstmaliges überregionales Auftreten in der Thomaskirche Leipzig unter Thomanerkantor Karl Straube mit der Altsolopartie im Weihnachtsoratorium von Johann Sebastian Bach, mit Thomanerchor und Gewandhausorchester Leipzig.
Bis 1970 ununterbrochenes Wirken als Liedsängerin sowie als Konzert- und Oratoriensängerin in den Konzertsälen und Kirchen von ganz Deutschland und in Westeuropa.
Zeitgleiche Tätigkeit als Gesangspädagogin für die Heranbildung des künstlerischen Nachwuchses.
Gesungen unter namhaften Dirigenten:
- Thomanerkantoren Karl Straube und Günther Ramin und dem Thomanerchor.
- Kreuzkantor Rudolf Mauersberger und dem Dresdner Kreuzchor
- Wilhelm Furtwängler mit den Berliner Philharmonikern,
- Gewandhauskapellmeister Hermann Abendroth und Bruno Walter mit dem Gewandhausorchester
- Karl Richter mit dem Münchner Bachchor
- Hans Grischkat mit dem Schwäbischen Singkreis Stuttgart,
- Karl Ristenpart mit Kammerchor und Kammerorchester von RIAS-Berlin
- Paul Hindemith mit Chor und Orchester des Bachvereins Düsseldorf

Auftreten im Radio:
- Im Deutschlandsender und Reichssender Leipzig bei fast wöchentlichen Direktübertragungen aus der Thomaskirche, vor allem von Kantaten J.S. Bachs
- Nach 1945 in den Funkhäusern der Bundesrepublik und der DDR

Tonträger:
- Schallplattenaufnahmen mit nur von Komponisten des Barock, bei der Deutschen Grammophon Gesellschaft.
- CD-Überspielungen von historischen Aufnahmen aus der Thomanerkirche Leipzig anlässlich des 250. Todestages von J.S. Bach im Bachjahr 2000
- Heiligabend 2000, 20:00 Uhr im Deutschlandradio Berlin „Historische Aufnahmen“ von 1950 des Weihnachtsoratoriums von J.S. Bach, mit Karl Ristenpart (RIAS-Berlin)